# Stetteldorf am Wagram
Stetteldorf am Wagram osztrák mezőváros Alsó-Ausztria Korneuburgi járásában. 2021 januárjában 1047 lakosa volt. 

## Elhelyezkedése

Stetteldorf am Wagram a Korneuburgi járásban

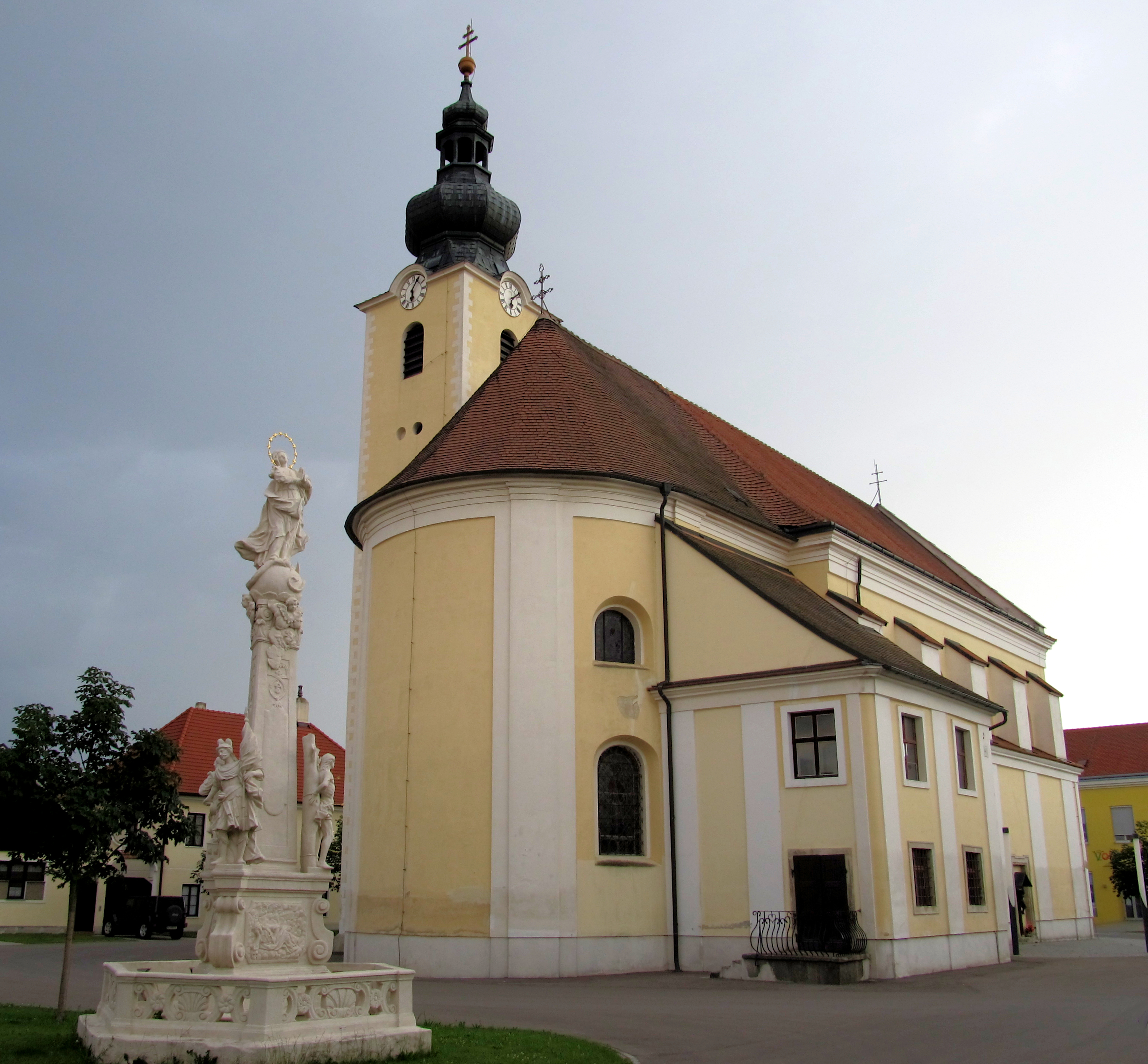
A Keresztelő Szt. János-plébániatemplom

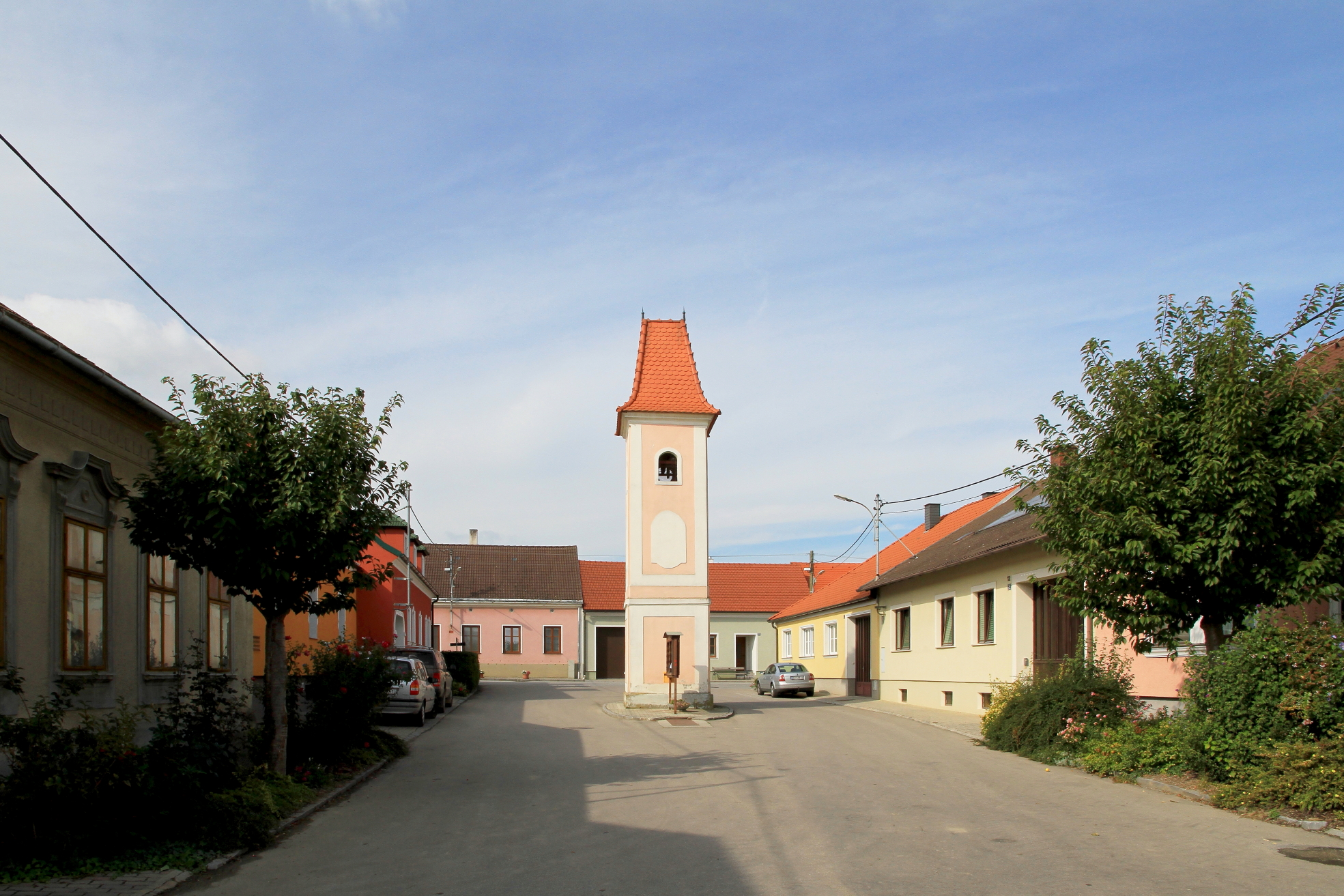
Az eggendorfi harangtorony

Stetteldorf am Wagram a tartomány Weinviertel régiójában fekszik, Wagram dombvonulatán. Fontos folyóvizei a Schmida és a Schmidamöhlbach. Területének 2,1%-a erdő, 88% áll mezőgazdasági művelés alatt. Az önkormányzat 4 települést, illetve településrészt egyesít: Eggendorf am Wagram (333 lakos 2021-ben), Inkersdorf (exklávé, 58 lakos), Starnwörth (137 lakos) és Stetteldorf am Wagram (519 lakos). 
A környező önkormányzatok: északkeletre Rußbach, keletre Hausleiten, délre Tulln an der Donau, nyugatra Absdorf, északnyugatra Königsbrunn am Wagram, északra Großweikersdorf.

## Története
Stetteldorfot 1120-ban említik először. A Peilstein grófok birtoka volt, majd kihalásuk után, 1278-ban Habsburg Rudolf Friedrich von Zollern nürnbergi palotagrófnak adományozta. 1330-ban egyházközsége önállósult Hausleitenétől. 1460-ban mezővárosi jogokban részesült. 1582-ben Julius zu Hardegg gróf vásárolta meg; ő építtette Juliusburg kastélyát. Unokaöccse, Georg Friedrich a kastélyba költöztette valamennyi környékbeli uradalmának központját. Bécs 1683-as török ostromakor a kastélyban tartották a haditanácsot, Sobieski János lengyel király vezetésével. A kastély utolsó örököse, Johann Friedrich von Hardegg 1945-ben, a második világháború utolsó napjaiban esett el.

## Lakosság
A Stetteldorf am Wagram-i önkormányzat területén 2021 januárjában 1047 fő élt. A lakosságszám 1981 óta enyhén gyarapodó tendenciát mutat. 2019-ben az ittlakók 93,3%-a volt osztrák állampolgár; a külföldiek közül 1,4% a régi (2004 előtti), 2,6% az új EU-tagállamokból érkezett. 1,3% az egykori Jugoszlávia (Szlovénia és Horvátország nélkül) vagy Törökország, 1,3% egyéb országok polgára volt. 2001-ben a lakosok 92,9%-a római katolikusnak, 1,4% mohamedánnak, 4,5% pedig felekezeten kívülinek vallotta magát. Ugyanekkor egy magyar élt a mezővárosban; a legnagyobb nemzetiségi csoportot a németek (96,8%) mellett a törökök alkották 1,4%-kal.  
A népesség változása:

| 2016 | 1 033 |
| 2018 | 1 041 |

## Látnivalók
- a Juliusburg kastélya
- a Keresztelő Szt. János-plébániatemplom
- az eggendorfi és a starnwörthi harangtornyok

## Fordítás
- Ez a szócikk részben vagy egészben  a   Stetteldorf am Wagram című német Wikipédia-szócikk ezen változatának fordításán alapul.  Az eredeti cikk szerkesztőit annak laptörténete sorolja fel. Ez a jelzés csupán a megfogalmazás eredetét és a szerzői jogokat jelzi, nem szolgál a cikkben szereplő információk forrásmegjelöléseként.